# Сучасна архітектура
Сучасна архітектура — архітектура сучасності.
Термін сучасної архітектури застосовується до діапазону нових стилів недавно збудованих споруд та простору. Охоплює різні архітектурні стилі, серед яких: модернізм, постмодернізм, еклектика — проте ці стилі не виключаються лише сучасною архітектурою.
Виключно до сучасної архітектури належать стилі: деконструктивізм, хай-тек, біо-тек, екологічна архітектура.
До сучасної архітектури можна віднести течії в архітектурі: новий урбанізм, комп'ютерне моделювання та комп'ютерний дизайн, інтерактивні архітектурні елементи.